# Rhynchospora angolensis
Rhynchospora angolensis är en halvgräsart som beskrevs av William Bertram Turrill. Rhynchospora angolensis ingår i släktet småag, och familjen halvgräs. Inga underarter finns listade i Catalogue of Life.